# Griébal
Griébal (arag. Griebal) – miejscowość w Hiszpanii, w Aragonii, w prowincji Huesca, w comarce Sobrarbe, w gminie Aínsa-Sobrarbe.
Według danych INE z 2005 roku miejscowość zamieszkiwało 5 osób. Wysokość bezwzględna miejscowości jest równa 870 metrów. Kod pocztowy do miejscowości to 22330.